# Anne Brown
Anne Wiggins Brown, född 9 augusti 1912 i Baltimore, död 13 mars 2009 i Oslo, var en amerikansk-norsk sångerska (sopran) och sångpedagog. Hon var dotter av Dr. Harry F. Brown och hans hustru, Mary Allen Wiggins. Anne Brown var norsk medborgare från 1948. Hon blev gift med backhopparen och författaren Thorleif Schjelderup.
Brown studerade vid Juilliard School of Music i New York 1926–1934, som den första färgade eleven. 1935 spelade hon den första Bess i Porgy och Bess, en roll som George Gershwin skrev för henne. Hon höll ett stort antal konserter i Amerika och Europa, och sjöng i Oslo bland annat huvudrollen i Gian Carlo Menottis opera Konsuln 1952, för vilken hon fick Kritikerpriset, och häxan i Henry Purcells Dido och Aeneas mot Kirsten Flagstad 1953. Hon verkade även som iscensättare.
Från 1955 tog Browns sångarkarriär slut på grund av astma. Hon verkade sedan för det mesta som sångpedagog. Bland hennes elever var sopranen Elizabeth Norberg-Schulz, skådespelaren Liv Ullmann, sångaren och tidigare kulturminister Åse Kleveland, sångaren och skådespelaren Sølvi Wang, skådespelaren Liv Dommersnes och jazz-sångaren Karin Krog.
Anne Brown gav ut memoarerna Sang fra frossen gren 1979. 2000 tilldelades hon Norsk kulturråds ærespris.